# Polska na Halowych Mistrzostwach Europy w Lekkoatletyce 1985
Polska na Halowych Mistrzostwach Europy w Lekkoatletyce 1985 – reprezentacja Polski podczas zawodów w Grecji zdobyła dwa brązowe medale.

## Wyniki reprezentantów Polski

### Mężczyźni
- bieg na 60 metrów
  - Arkadiusz Janiak odpadł w półfinale
- bieg na 400 metrów
  - Andrzej Stępień odpadł w półfinale
- bieg na 1500 metrów
  - Mirosław Żerkowski odpadł w eliminacjach
- bieg na 60 metrów przez płotki
  - Romuald Giegiel odpadł w półfinale
  - Franciszek Jóźwicki odpadł w eliminacjach
  - Krzysztof Płatek odpadł w eliminacjach
- skok wzwyż
  - Dariusz Biczysko zajął 3. miejsce
  - Dariusz Zielke zajął 6. miejsce
- skok o tyczce
  - Ryszard Kolasa zajął 5. miejsce
  - Marian Kolasa zajął 10. miejsce
  - Mariusz Klimczyk zajął 15. miejsce
- pchnięcie kulą
  - Helmut Krieger zajął 7. miejsce

### Kobiety
- bieg na 60 metrów
  - Elżbieta Tomczak zajęła 6. miejsce
- skok wzwyż
  - Danuta Bułkowska zajęła 3. miejsce